# امرسون فیریرا دا روسا
امرسون (به پرتغالی: Émerson) امرسون فیریرا دا روسا(به پرتغالی: Émerson Ferreira da Rosa) هافبک اهل برزیل است که در شهر پلوتاس, ریو گرانده جنوبی و در تاریخ ۴ آوریل ۱۹۷۶ به دنیا آمده‌است.
امرسون فیریرا دا روسا در تیم‌های فوتبال Grêmio ،بایر ۰۴ لورکوزن،آ. اس. رم،یوونتوس، رئال مادرید و باشگاه فوتبال آ. ث. میلان سابقهٔ حضور دارد. این بازیکن همچنین در بین سال‌های ۱۹۹۷–۲۰۰۶، ۷۳ بازی برای تیم ملی فوتبال برزیل به میدان رفته‌است